# Жоржиу, Тьерри
Тьерри́ Жо́ржиу, в некоторых источниках Жоржу (фр. Thierry Gueorgiou; род. 30 марта 1979, Сент-Этьен) — французский ориентировщик, многократный чемпион мира и Европы.
Вероятно, самая большая звезда в мире мужского спортивного ориентирования. Известен как «король средней дистанции» или «летучий француз».

## Биография
Отец и мать Тьерри занимали ответственные посты в клубе ориентирования «Натюр Орьентасьон Сент-Этьен» (фр. "Nature Orientation Saint-Etienne"). Именно отец Мишель (фр. Michel) сыграл важную роль в развитии Тьерри-ориентировщика.
«Без карты нет тренировки», — вот была его философия воспитания. «Даже по дорожке бегать нужно с картой». Уже в четыре года Тьерри прошел свою первую дистанцию в Пила́ (fr:Pilat — природный парк на юге Франции вблизи Сент-Этьена) вместе со своими родителями и своим братом Реми.
До 15 лет играл в гандбол.
Получил диплом по прикладной этологии (фр. Biologie comportementale) — науке, изучающей поведение животных, но позже в 2004 году полностью переключился на профессиональную карьеру спортсмена.
По словам спортсмена он работает над книгой о своей карьере ориентировщика, в которую будет включено много аналитики и советы по тренировочному процессу. Идея создания книги родилась сразу после чемпионатами мира 2004 года, но из-за занятости спортсмена она ещё не вышла в свет. В работе над книгой Тьерри помогает, известный в «ориентировочной» среде, журналист Jan Skricka.
Живёт во Франции в Сент-Этьене.
Его имя (фр. Thierry Gueorgiou) слишком трудно для произношения, поэтому в Финляндии его называют Теро Кеттунен (фин. Tero Kettunen), а в Норвегии Терье Гундерсен (норв. Terje Gundersen).
Летом 2011 года его партнершей стала шведская ориентировщица Анника Бильстам. Вместе с ней они проводят много времени на тренировках и соревнованиях, однако, по признанию спортсменов, жить вместе пока не планируют.

## Юниорский спорт
1995
Первый раз Тьерри Жоржиу участвовал на мировых юниорский первенствах в 1995 году (Дания) в одной команде со своим старшим братом Реми. Во второй половине 1990-х годов в программу юниорских мировых первенств входило две индивидуальные дисциплины (классическая и короткая) и эстафета трех участников. На короткой дистанции Тьерри показал 60-е время. Бронзовым призёром стал Михаил Мамлеев, тогда ещё российский спортсмен, позже поменявший гражданство на итальянское. В эстафете сборная Франции была десятой. Тьерри бежал на первом этапе, его брат Реми — на втором.
1996
Первенство мира среди юниоров проходило в Румынии. На короткой дистанции Тьерри занял 100-е место. В эстафете — 13.
1997
Бельгия. Тьерри Жоржиу стартовал в финале на классической дистанции и в эстафете. На классической дистанции он был 43-м, с эстафетной командой занял 14-е место.
1998
Первенство мира проходило во Франции. Именно здесь, на домашнем первенстве мира, Жоржиу завоевывает свою первую медаль. На классической дистанции он показывает второй результат, на секунду опередив норвежца Йоргена Рострупа. На короткой дистанции ему не удалось развить успех — с седьмым временем он остался за числом участников цветочной церемонии. Однако в эстафете сборная Франции в составе Тьерри Жоржиу, Жан-Баптист Буррен и Франсуа Гонон впервые в истории завоевала медаль юниорских первенств.
1999
В Болгарии, на последнем для Тьерри Жоржиу юниорском первенстве он завоевал две медали. На короткой дистанции выиграл бронзу (вторым был россиянин Сергей Детков) и серебро в эстафете (Бенуа Пейвель, Тьерри Жоржиу, Франсуа Гонон). На классической дистанции Жоржиу был 8-м, проиграв победителю Андрею Храмову около восьми минут.

## Взрослая карьера
В 2001 году я был ориентировщиком, который в точности знает, где он находится.
Сейчас я ориентировщик, который знает, где он будет находиться следующие 100 метров.

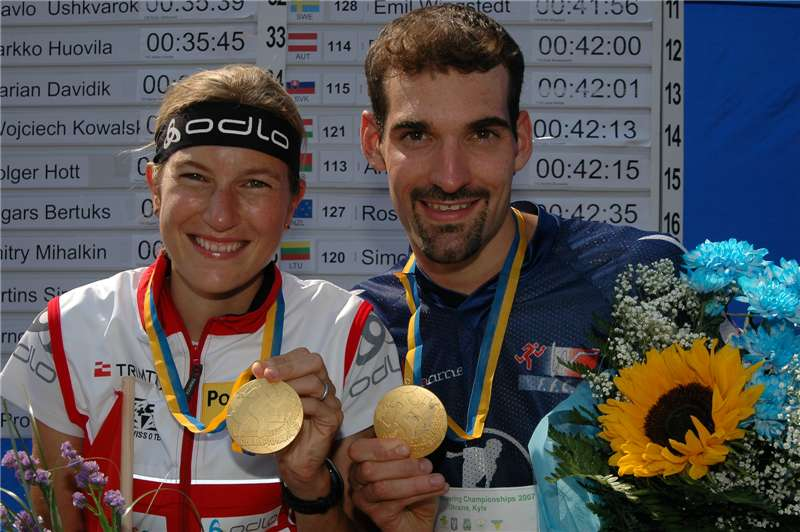
Швейцарка Симона Ниггли-Лудер и Тьерри Жоржиу с золотыми медалями чемпионата мира 2006 в Киеве

Дебютировал в составе сборной Франции на чемпионате мира 1997 года в возрасте 18 лет. С тех пор является бессменным её лидером.
Выступает за французский клуб NO St-Etienne и финский клуб Kalevan Rasti, с которым три раза (2004, 2005 и 2007) выигрывал престижнейшую клубную эстафету Jukola.
2011
Победив на длинной дистанции на домашнем чемпионате мира, Тьерри стал первым ориентировщиком, завоевавшим золотые медали во всех индивидуальных дисциплинах чемпионатов мира — спринте, средней и длинной дистанциях. Так же Тьерри победил на средней дистанции и привёл сборную Франции к победе в эстафете.
2012
На чемпионате Европы 2012, проходившем в Швеции в середине мая Тьерри успешно прошел квалификацию, но был вынужден сняться с финальных гонок миддла и лонга и пропустить эстафету из-за воспаления голени (shin inflammation). Травму он получил ещё на соревновании Tiomila, но надеялся, что она не будет его чрезмерно беспокоить. Перед финалом средней дистанции он стал чувствовать боль даже во время ходьбы. Поэтому не дожидаясь окончания чемпионата он уехал к себе домой в Сент-Этьен, чтобы как можно быстрее начать лечение и успеть восстановится к августу, к чемпионату мира.
2013
В 2013 году Тьери выиграл многодневку О-Ринген, последние из крупных соревнований по спортивному ориентированию, которые он до этого ещё не выигрывал. «Для меня победить на О-Рингене не менее важно, чем выиграть золотую медаль на чемпионате мира», — заявил Т.Жоржиу в одном из своих интервью.